# Cybaeus communis
Cybaeus communis är en spindelart som beskrevs av Takeo Yaginuma 1972. Cybaeus communis ingår i släktet Cybaeus och familjen vattenspindlar. Inga underarter finns listade i Catalogue of Life.